# Distritos históricos nos Estados Unidos
Um Distrito Histórico nos Estados Unidos são um grupo de edifícios, propriedades ou sítios que foram designados por uma das diversas entidades em diferentes níveis historicamente ou com valores arquitectónicos significativos. Os edifícios, estruturas, objetos e lugares dentro de um distrito histórico normalmente se dividem em duas categorias; contribuinte e não contribuinte. Os distritos variam muito em tamanho, alguns distritos têm dezenas de estructuras, e outros só uns poucos.
O Governo Federal dos EUA designa bairros históricos através do Departamento do Interior dos Estados Unidos, que é gerido pelos Serviço Nacional de Parques. Federalmente designados os bairros históricos se enumeram no NRHP . Os distritos históricos podem seguir critérios similares e não têm restrições sobre as propriedades e os donos, estes podem requerer a adesão estrita as normas de reabilitação histórica. O distrito histórico local oferece, por agora, a maioria da protecção jurídica das propriedades históricas devido a que quase todas as decisões do uso da terra se tomam a nível local. Os distritos locais estão geralmente administrados por um condado o governo municipal. A tendência dos distritos locais a impor restrições aos donos das propriedades aumentam a resistência da maioria do público.
O primeiro distrito histórico encontra-se em Charleston e passou mais de trinta anos até que o Governo Federal o classificou. Depois e uma reunião de Presidentes das Câmaras, em que se dizia que os Estados Unidos sofriam de "desaires", outros distritos históricos locais protestaram sair e em 1966 o Governo criou o NRHP  Nos anos de 1980 foram classificados centenas de distritos históricos.